# 西南大学

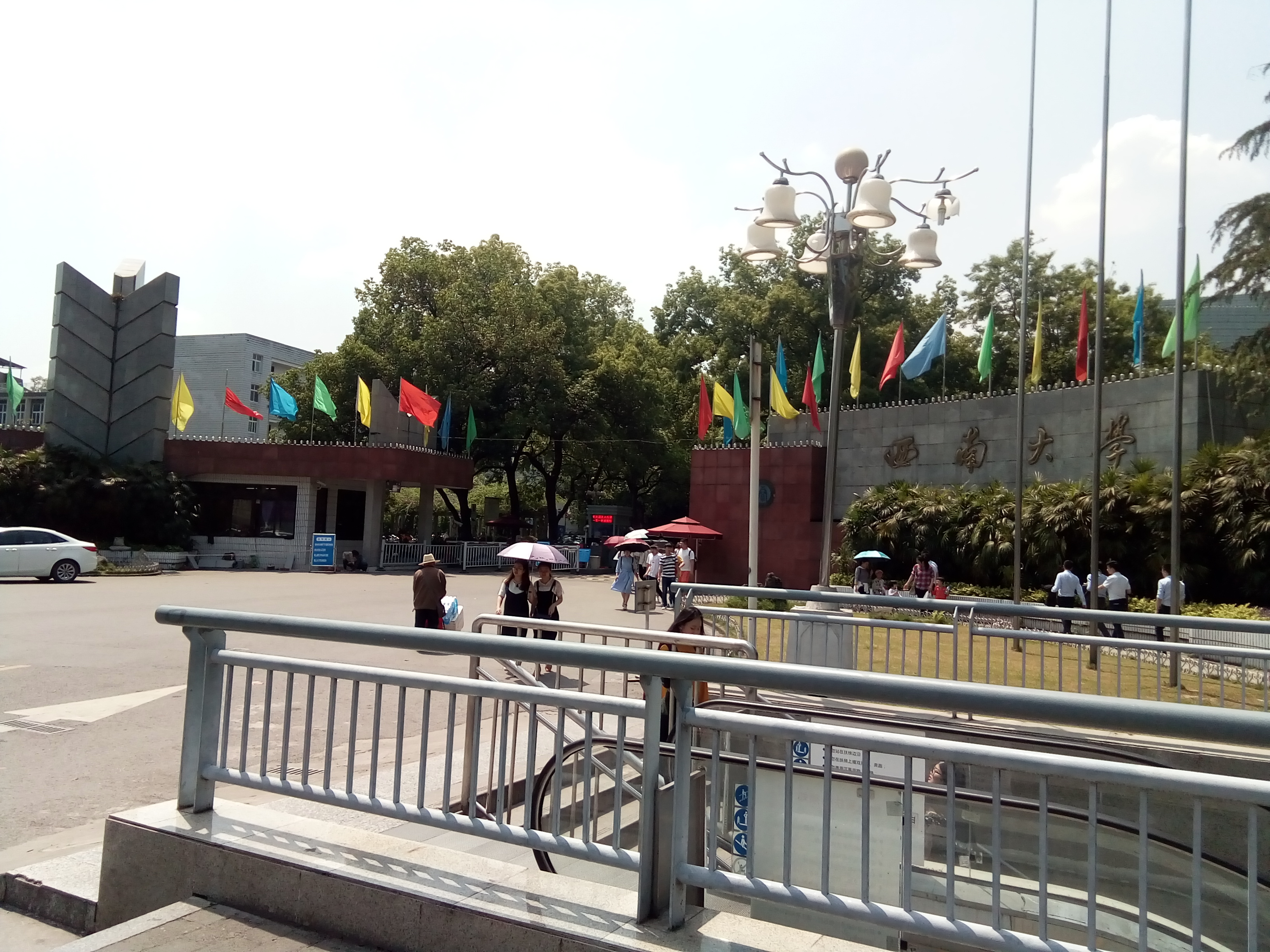
西南大学北碚校区校门

西南大学（英語：Southwest University，缩写作：SWU），简称「西大」，位于重庆市北碚区缙云山山麓，是2005年7月经中国教育部批准，由原西南师范大学、原西南农业大学合并组建的教育部直属重点综合性大学，是中国首批雙一流高校，211工程建设学校，985优势学科创新平台项目建设大学，是国家布局在中西部的高水平综合型大学。

## 概況
学校占地面积约8347亩，校舍面积约193万平方米。学校学科涵盖了哲、经、法、文、史、教、理、工、农、医、管、艺等12个学科门类,55个一级学科。学校下设31个学院，现有3个国家重点学科、2个国家重点（培育）学科、36个省部（市）级重点学科、16个博士后科研流动站、19个一级学科博士学位授权点，44个一级学科硕士学位授权点；1个专业博士学位，19个专业硕士学位、105个本科专业。学校现有在校学生近5万人，其中普通本科生近4万人，硕士、博士研究生1万余人。学校现有专任教师2600余人，其中有中国科学院院士1人，中国工程院院士2人,美国生物医学与工程院院士1人，国家级教学名师3人，国家级教学团队4个，"千人计划"入选者1人，"长江学者"4人，"国家杰出青年基金"获得者2人，副高级以上专业技术职务1400余人，研究生导师1100余人。
学校建有北碚国家大学科技园，有1个国家重点实验室、1个国家工程技术研究中心、7个教育部或农业部重点实验室、2个国家野外科学观测试验站、3个教育部工程研究中心、1个国家创新引智基地、3个教育部创新团队、23个省（市）级重点实验室、9个省（市）级工程技术研究中心、1个教育部人文社会科学重点研究基地、11个重庆市人文社会科学重点研究基地。出版社1个，主办发行学术期刊12种。建有重庆市大型科学仪器资源共享平台服务中心西南大学分中心。"十一五"期间，学校科学研究项目立项数量和经费大幅增长，年增幅均达到20%，总经费超过9亿元。学校在"973"、"863"、支撑计划、国家自然科学基金等项目、在国家社会科学基金重大委托项目、教育部哲学社会科学研究重大课题攻关招标项目等都承担了重要研究课题，获得以上重大项目207项。申请专利389项，育成动植物新品种30个，出版专著200余部，发表各类论文12000多篇。家蚕基因组研究处于国际领先水平，研究成果先后两次在《科学》上发表，家蚕基因芯片与表达图谱成果入选"2006年国内十大科技新闻"。

## 辦學攬言
- 大學精神
特立西南，學行天下
西南大学生于西南，立于西南；杏坛育人，劝课农桑；百年耕耘，含弘光大；恰逢西部开发，与时俱进，继往开来。
  - “特立”源於《禮記·儒行》之“特立獨行”語，喻君子之 高潔品質。
  - “學行”源自《荀子·儒效》“學至 於行之而至矣”，揚雄《法言·學行》又曰“學，行之，上也；言之，次也；教人，又其次也；鹹無焉，為眾人。”指學生受西南自然人文滋養當有道學兼修、厚德養學之品質，化為兼善 天下、普惠大眾之行動。
- 校訓
含弘光大，繼往開來
“含弘光大，繼往開來”的校訓，是1928年時任川東聯合縣立師範學校校長的甘績鏞先生所題。川東聯合縣立師範學校源於該校最早的辦學淵源川東師範學堂。
  - “含弘光大”，語出《周易》第二章《坤》：“坤厚載物，德合無疆。含弘光大，品物鹹亨。”所謂“坤”者，明高僧智旭曰：“順也，在天為陰，在地為柔，在人為仁，在性為寂，在修為止……順則所行無逆……”所謂“含 弘光大”，含是無所不包，弘是無所不有，光是無所不著，大是無所不被。
  - “繼往開來”，語出宋·朱熹《朱子全書·周子書》：“所以繼往聖，開來學，而大有功 於斯世也。”繼“含弘光大，繼往開來”，即是“包含弘厚，光著盛大，承前啟後，開拓創新”之意。

## 學校象徵
- 校徽
校徽整体呈圆形，由白底蓝字组成。主体图案为“西南大学”四个字的小篆体组成一口象形大钟，钟的下面是阿拉伯数字“1906”，代表西南大学最早的办学源头——1906年创立的川东师范学堂。低端标有西南大学的英文。

## 辦學歷史
| 年份日期  | 学校名称             | 历史事件 |
| 1906年    | 川东师范学堂         | 官立川东师范学堂创建 |
| 1914年    | 川东联合县立师范学校 | 1914年官立川东师范学堂更名为川东联合县立师范学校 |
| 1931年    | 川东共立师范学校     | 1931年川东联合县立师范学校更名为川东共立师范学校 |
| 1932年    | 川东共立师范学校     | 1932年川东共立师范学校（乡村师范专修科）创建 |
| 1933年    | 四川乡村建设学院     | 川东共立师范学校（乡村师范专修科）改建为四川乡村建设学院                                                                                               |
| 1936年    | 四川省立教育学院     | 四川乡村建设学院更名为四川省立教育学院 |
| 1940年    | 国立女子师范学院     | 1940年国立女子师范学院创建 |
| 1940年    | 私立乡村建设育才院   | 1940年私立乡村建设育才院创建 |
| 1940年    | 私立乡村建设学院     | 私立乡村建设育才院更名为私立乡村建设学院 |
| 1946年    | 私立相辉文法学院     | 1946年私立相辉文法学院由留渝复旦大学师生创建 |
| 1950年7月 | 川东教育学院         | 1950年私立乡村建设学院更名为川东教育学院 |
| 1950年    | 西南农学院           | 1950年四川省立教育学院（农艺系、园艺系、农产制造等系）、 私立相辉文法学院、私立华西协合大学（农艺系）等合并组建西南农学院                              |
| 1950年    | 西南师范学院         | 1950年四川省立教育学院（教育、国文、外文、史地、数学等系）、 国立女子师范学院等合并组建西南师范学院                                                    |
| 1951年    | 西南师范学院         | 1951年重庆大学（体育系）并入西南师范学院 |
| 1952年    | 西南师范学院         | 1952年川东教育学院（部分）、重庆大学（文学院部分）并入西南师范学院                                                                                     |
| 1952年    | 西南农学院           | 1952年四川大学、云南大学、川北大学、贵州大学、 乐山技艺专科学校、西昌技艺专科学校、西南贸易专科学校 等7校的农学院/部分农业及经济管理系科并入西南农学院 |
| 1953年    | 西南师范学院         | 1953年昆明师范学院（物理历史地理等专业部分）并入西南师范学院                                                                                           |
| 1953年    | 西南师范学院         | 西南美术专科学校并入西南师范学院 |
| 1959年    | 西南师范学院         | 1959年重庆体育学院成立，西南师范学院（体育系）并入重庆体育学院                                                                                         |
| 1961年    | 西南师范学院         | 1961年重庆体育学院（部分）并入西南师范学院 |
| 1985年    | 西南师范大学         | 1985年西南师范学院更名为西南师范大学 |
| 1985年    | 西南农业大学         | 1985年西南农学院更名为西南农业大学 |
| 2000年    | 西南师范大学         | 2000年重庆轻工业职工大学并入西南师范大学 |
| 2001年    | 西南农业大学         | 2001年四川畜牧兽医学院、中国农业科学院柑橘研究所并入西南农业大学                                                                                       |
| 2005年7月 | 西南大学             | 原西南师范大学与西南农业大学合并成立西南大学 |

### 清朝末年
光绪三十二年农历三月二十五日，即西元1906年4月18日，在川东道员张铎（字振兹）的倡议和当地乡绅杜成章的赞助下，清政府在重庆正式创办了第一所正规的师范学校——官立川东师范学堂，并纳为川东道署管理。同时任命铜梁人杨霖担任学堂监督即校长一职。生源由川东道所辖36县选送，也同时招收一定数量的自费生。

### 中華民國
民国二十一年即1932年，川东共立师范学校内舉辦乡村师范专修科。
在21軍（劉湘任軍長）和社會知名人士支持下，校董會於1932年秋，在川東共立師範學校內開辦鄉村師範專修科和中心農事實驗場。
“開辦之初，以經費基礎未固，規模又只一班，乃由政府劃歸川東師範學校辦理，而附設其中焉”。專修科“以研究鄉村問題、培養中級鄉村師範之健全師資為宗旨”，每年招收一個班40名學生。凡高中、後期師範畢業或同等學力、年齡在19―30歲之間、經學校錄取者，即可入學學習。學生分兩部分：一為川東各縣申送者，均為官費；一為川東以外縣分備資申送者，為自費。而後者名額不得超過總數的十分之二。是年8月，專修科先後兩次招生，9月1日正式開學。首屆共招生29人，農場也設在校內。
1933年2月，鄉村師範專修科遷至磁器口後，班次增加， 規模擴大，但仍由川東共立師範學校派教師到該處上課。
1933年7月，四川省政府頒發《四川鄉村建設學院辦法及組織大綱》，並撥款4萬元，正式將鄉村師範專修科改為四川鄉村建設學院，開始招收本科學生，與川東共立師範學校分開，成為一所獨立的高等院校。甘績鏞仍任該院院長。8月，學院開學行課。此時，學院僅設鄉村社會系和農業系。加上專修科學生，共有100餘人。
1935年初，鄉建院共有教師23人，其中教授11人，講師10人。甘績鏞任四川省民政廳廳長後，21軍派政務處副處長高顯鑒接任院長。
由於鄉建院之名與當時學制不合，四川省教育廳於1936年8月訓令將四川鄉村建設學院改為四川省立教育學院，委任高顯鑒為院長。次年2月，教育部批准省教廳的決定，准予設立。此後，系科逐漸調整或增加。
至1946年，全院已有7個系446名學生、133名教職員工（包括附屬農場、附中、附小教職員在內）。到1949年11月重慶解放时，川教院共有教育、國文、數學、英文、史地、博物、農藝、農制、園藝等9個系，已經具備大學的規模。

### 中華人民共和國

#### 共和国初期
中华人民共和国成立前，重慶除川教院外，尚有重慶大學、國立女子師範學院等高校。
女師院創辦於1940年9月，謝循初為院長，校址在江津白沙鎮新橋。
抗戰勝利後，經過整頓，由江津遷至重慶黃桷坪，於1946年9月在重慶招生。
女師院設置的系科前後變化不大，共有教育、國文、英文、史地、數學、理化、音樂、家政8系和體育專修科。
中國人民解放軍佔領重慶後，西南軍政委員會文教部擬籌建兩所新的學院，一是將川教院的教育、國文、數學、英文、史地、博物等6系與女師院合並，籌建西南師範學院；一是以川教院的農藝、農制、園藝3系為主幹，籌建西南農學院。
經過兩個月的籌備，1950年10月12日，中央人民政府教育部批准：“將國立女子師範學院和四川省立教育學院合併，更名西南師範學院”。二校合併後，女師院教職工即從黃桷坪遷至磁器口原川教院內。1952年院系調整，西師從磁器口和沙坪壩遷到現在的北碚校址。
1985年8月，國家教育委員會批准，西南師範學院改名為西南師範大學。
在籌建西師的同時，西農也在緊張籌備之中。
1950年11月27日，川教院農科3系與私立相輝文法學院、華西協和大學的相關係科合併，成立西南農學院。
1985年10月，經國家教委批准，改名為西南農業大學:32。
2001年，其再與四川畜牧獸醫學院、中國農業科學院柑橘研究所合併為新的西南農業大學。

#### 兩校合并
2005年7月，西師與西農兩校合併為占地9629畝、校舍面積158萬平方米、在校全日制本科生、研究生達50000余人的西南大學。學校發展進入一個全新的歷史時期。

## 學校特色

### 建築特色
由於現西南大學北區（原西南師範大學）校址是50年代初设在北碚的原川东人民行政公署和中共川东区党委的驻地，因此繼承了相當多的原川東行署的建築，這些建築別具風格很有特色，雖然不高（多隻有兩三層），但是設計精美獨特，圍牆上爬滿爬山虎等綠色植物，整個建築從外面看起來颇为漂亮。這部份建築現為西南大學第一行政樓和東方紅俱樂部、黨委宣傳部等。
而以文學院為代表的一批50年代剛遷至北碚后興建的教學樓多是青磚的蘇式風格建築。
2005年學校並購的中國人民解放軍总参谋部第五十一裝備研究所的建築以前是川東軍區的辦公用地，這部份建築在該校著名的李園森林之中，外觀風格整齊一致。
| - 第一行政大樓（原川東人民行政公署） - 東方紅俱樂部 - 西南大學化學化工學院 - 原西南師範大學研究生院 |

### 校園特色
西南大學校園環境優美，植被覆盖度高。南區即原西南農業大學的植物種類繁多美觀。該校亦富有重慶地形特色，山多，坡多，樹多，其中有相當多的樹有幾十年的歷史。
| - 西南大學第三十三教學樓 - 西南大學第三十三教學樓側綠 - 西南大學第八教學樓 - 西南大學校內秀峰山 |

## 歷任校長

### 西南大學
| 任數   | 校長   | 任期                |
| ------ | ------ | ------------------- |
| 第一任 | 王小佳 | 2005年8月-2011年5月 |
| 第二任 | 張衛國 | 2011年5月-2024年4月 |
| 第三任 | 王进军 | 2024年4月-          |

| 任數             | 姓名   | 任期          |
| ---------------- | ------ | ------------- |
| 第一任院長       | 謝立惠 | 1951年-1954年 |
| 第二任院長       | 張永青 | 1954年-1964年 |
| 第三任院長       | 徐方庭 | 1965年-1966年 |
| 校方被紅衛兵奪權 | 空缺   | 1967年-1976年 |
| 第五任院長       | 張永青 | 1977年-1983年 |
| 第六任院長       | 陳重穆 | 1984年-1985年 |
| 第一任校長       | 陳重穆 | 1985年-1986年 |
| 第二任校長       | 鐘章成 | 1986年-1993年 |
| 第三任校長       | 邱玉輝 | 1994年-2002年 |
| 第四任校長       | 宋乃慶 | 2002年-2005年 |

| 任數             | 姓名               | 任期          |
| ---------------- | ------------------ | ------------- |
| 臨時工作委員會   | 陳讓卿（主持院務） | 1950年-1951年 |
| 院務委員會副主任 | 何文俊（主持院務） | 1950年-1953年 |
| 第一任副院長     | 何文俊（主持院務） | 1953年-1967年 |
| 第一任院長       | 李世俊             | 1957年-1962年 |
| 校方被紅衛兵奪權 | 空缺               | 1962年-1979年 |
| 第二任院長       | 劉明釗             | 1979年-1984年 |
| 第一任校長       | 劉鴻仁             | 1984年-1996年 |
| 第二任校長       | 向仲懷             | 1997年-2003年 |
| 第三任校長       | 王小佳             | 2003年-2005年 |

| 任數       | 姓名   | 任期        |
| ---------- | ------ | ----------- |
| 第一任院長 | 謝循初 | 1940年-不詳 |
| 第二任院長 | 不詳   | 不詳        |

| 任數             | 姓名   | 任期          |
| ---------------- | ------ | ------------- |
| 鄉建院第一任院長 | 甘績鏞 | 1933年-1935年 |
| 鄉建院第二任院長 | 高顯鑒 | 1935年-1936年 |
| 川教院第一任院長 | 高顯鑒 | 1936年-不詳   |
| 第二任院長       | 不詳   | 不詳          |

## 優勢學科
國家“985工程優勢學科創新平臺”（2個）：“教師教育國家優勢學科創新平臺”、國家教育部與農業部共建“優勢創新平臺”
　由于原西農與西師的緣故，該校在師範類學科與農業類學科有較大優勢，其中蠶桑學處於國際領先地位，2003年由該校蠶桑學博士生導師向仲懷院士領導的中國家蠶基因組項目率先向世界公布第一個家蠶基因組‘框架圖’；而由黃希庭教授帶領的基礎心理學亦處於中國國內領先地位。邏輯學、生物學、教育學也是該校的強勢科目。

## 學院設置

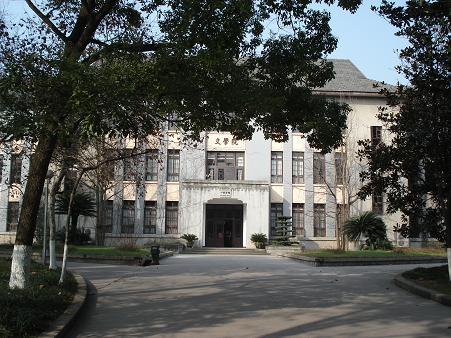
西南大學文學院，建於1950年，由吳宓先生題寫院名，該樓2008年8月1日不幸被燒毀，現原址重建

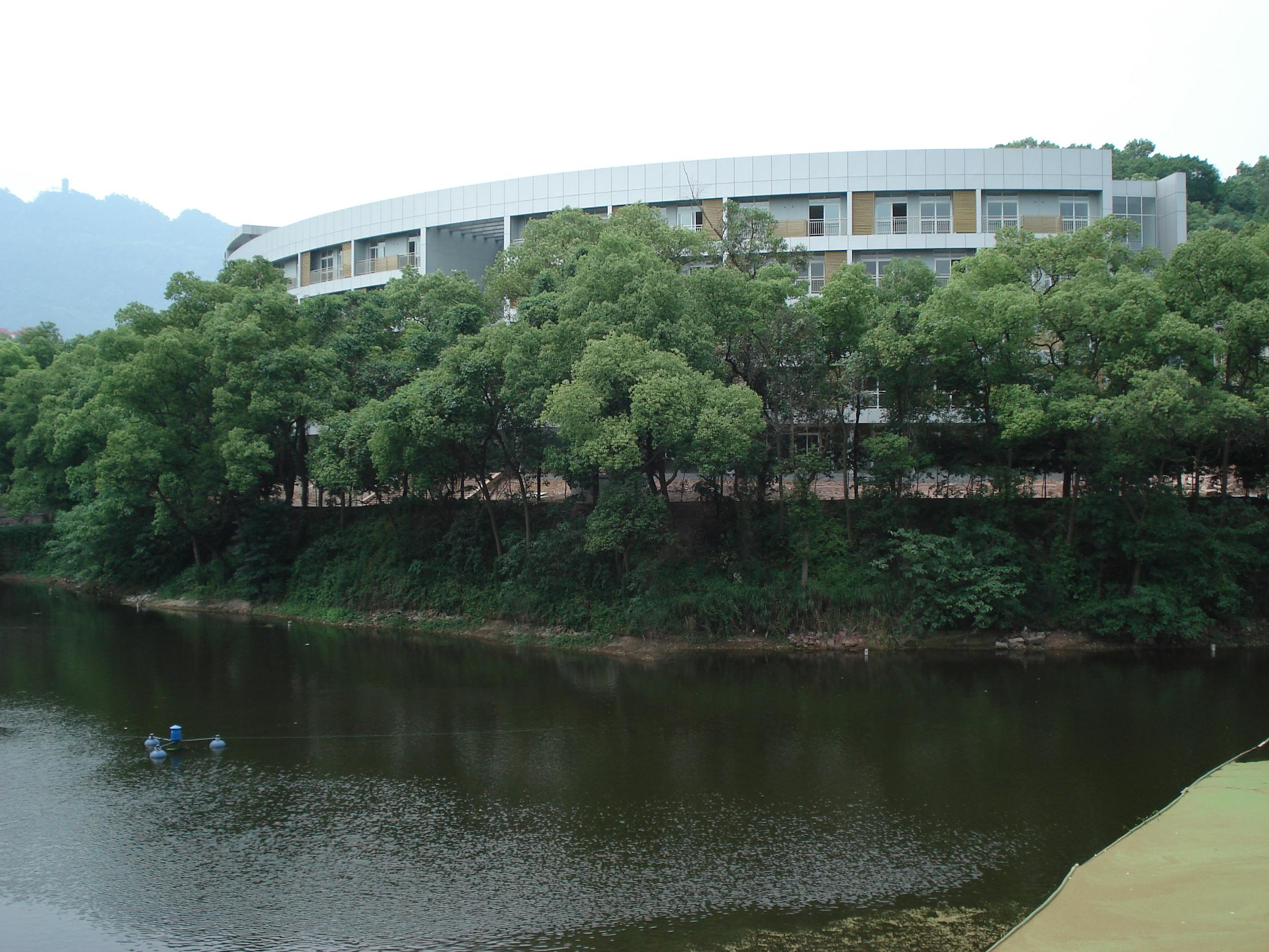
西南大學心理學院，北區新建築代表

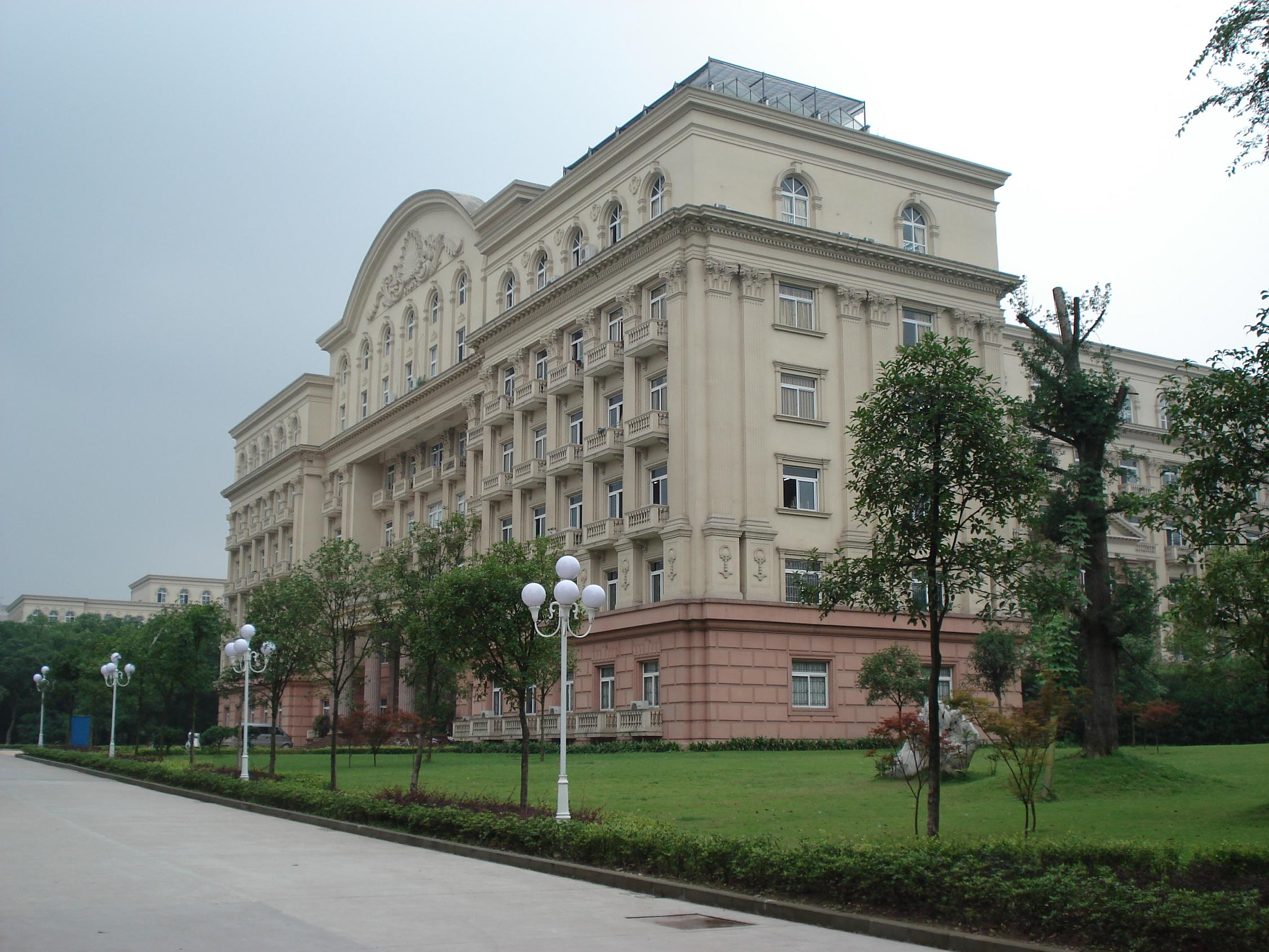
西南大學法學院，南區歐式建築代表

### 常規學院
按學校官網順序
- 国家治理學院（由原政治与公共管理学院、文化与社会发展学院合并）
- 馬克思主義學院
- 經濟管理學院
- 法學院
- 教育學部
- 心理學部
- 體育學院
- 文學院
- 外國語學院
- 新聞傳媒學院
- 音樂學院
- 美術學院
- 歷史文化學院 民族學院
- 數學與統計學院
- 物理科學與技術學院
- 化學化工學院
- 生命科學學院
- 地理科學學院
- 材料與能源學部
- 資源環境學院
- 計算機與信息科學學院 軟件學院
- 工程技術學院
- 蚕桑纺织与生物质科学学院（2020年7月由原生物技術學院、紡織服裝學院合并）
- 食品科學學院
- 園藝園林學院
- 農學與生物科技學院
- 植物保護學院
- 動物科技學院
- 藥學院 中醫藥學院
- 電子信息工程學院
- 人工智能学院
- 含弘學院
- 國際學院（留學生教育、漢語國際教育專業研究生培養）

### 其他學院
- 應用技術學院（應用技術本科，原為重慶輕工業職業大學，2000年併入西南師範大學，2005年隨西南師範大學組建西南大學。合校後為西南大學高等职业技术学院，2009年改為現名。）
- 網絡與繼續教育學院（遠程網絡函授、成人教育）
- 三峽聯合職業大學經貿科技學院（由於歷史遺留問題位於西南大學校内，与西南大學毫無隸屬關係。）

## 分校區

### 荣昌校区
西南大學榮昌校區前身為始建於1938年的建華高級農業職業學校，抗戰時期為國民政府中央畜牧實驗所、農業實驗所和血清研究所所在地。中华人民共和国成立後為國內著名的四川省榮昌畜牧獸醫學校，1978年經國務院批准升建為四川畜牧獸醫學院。2001年經教育部批准，與原西南農業大學、中國農業科學院柑橘研究所合併組建新的西南農業大學，設立榮昌校區。2005年隨西南農業大學組建西南大學。校區位于重慶市榮昌區。占地462畝、建築面積13余萬平方米，校區現有教職工482人，本、專科學生4300人。

### 江北校区
位于重庆市渝北区，因渝北区原为江北县，故名江北校区。设西南大学应用技术学院，是西南大学从事全日制应用技术本科教育的学院。原为重庆轻工业职业大学，2000年并入西南师范大学，2005年随西南师范大学组建西南大学。合校后原为西南大学高等职业技术学院，2009年改为现名。

## 學生宿舍
該校學生宿舍區命名較有特色，分別以“桃”、“李”、“杏”、“梅”、“楠”、“竹”、“橘”、“茶”等命名，

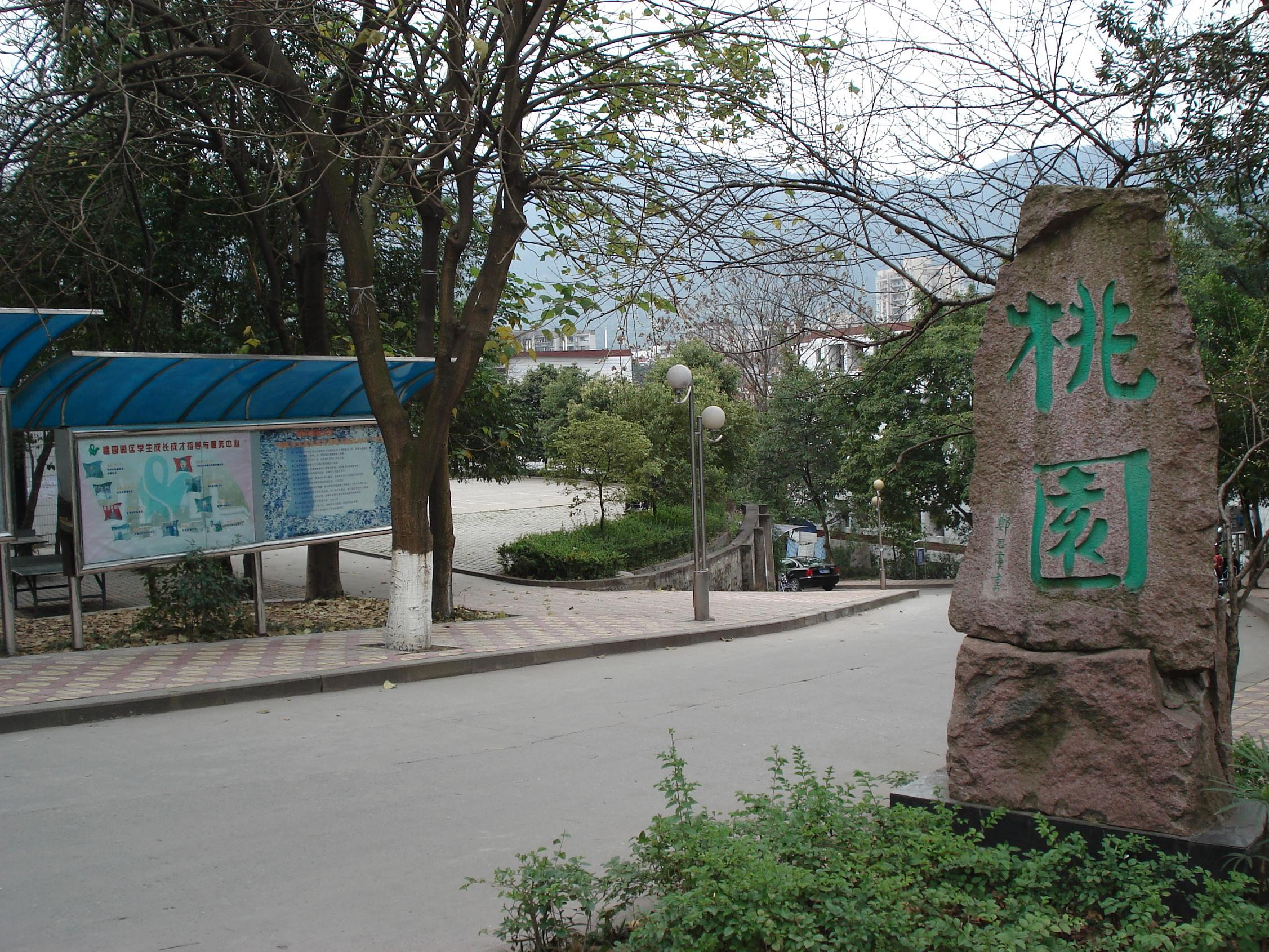
西南大學桃園學生園區

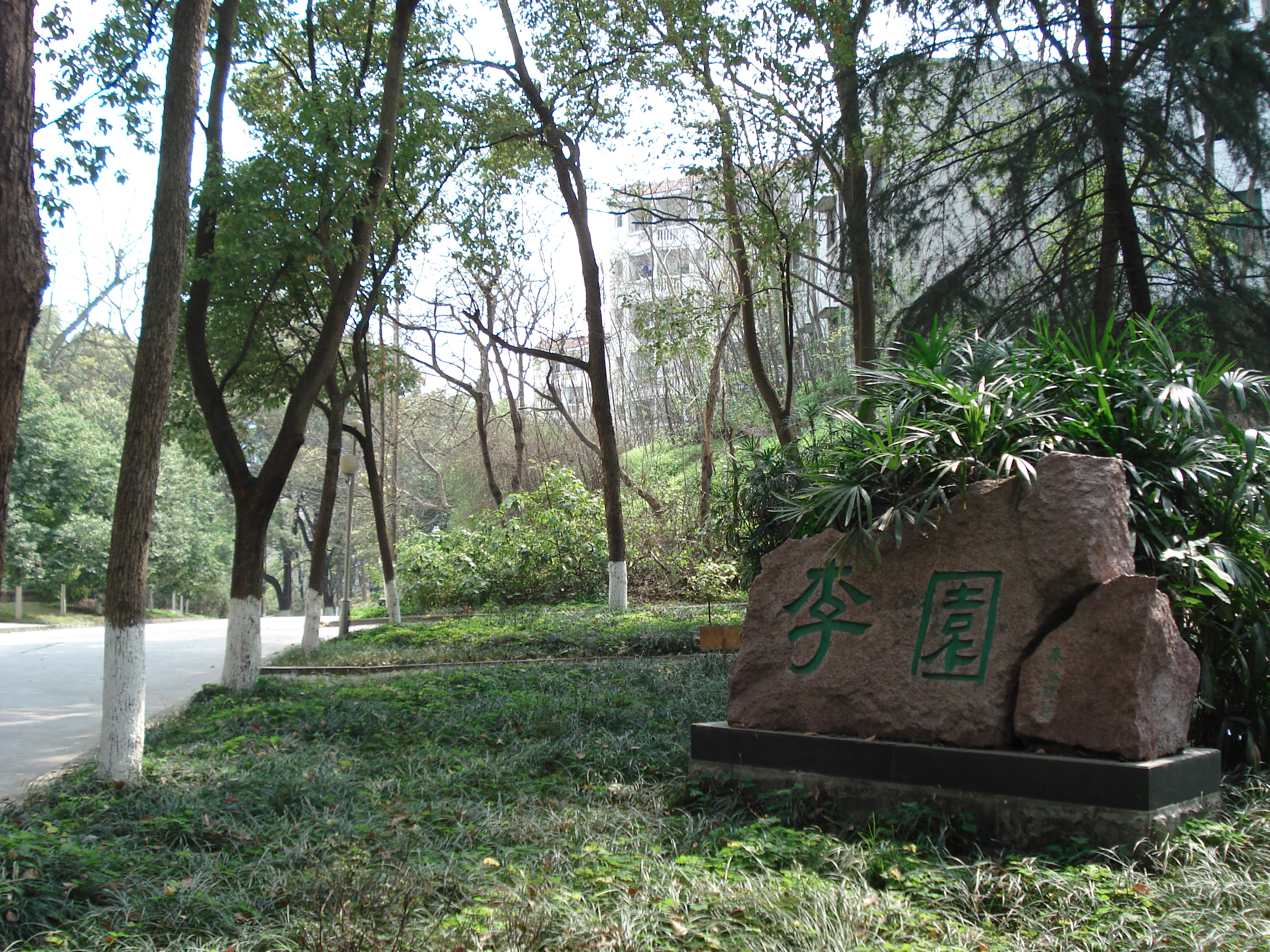
西南大學李園學生園區

目前西南大學共有園區八个，每個園區都有園區自律委員會，接受該校學生工作處的管理。
該校八個園區為：
|                                                         |  |  |
| - 桃園 - 李園 - 橘園 - 杏園 - 梅園 - 楠園 - 茶園 - 竹園 |  |  |

## 科研機構
- 家蚕基因组生物学国家重点实验室
- 重庆市三峡库区生态环境与生物资源国家重点实验室（省部共建培育基地）
- 国家柑桔工程技术研究中心
- 教育部淡水生物生殖与发育重点实验室
- 教育部南方山地园艺重点实验室
- 教育部三峡库区生态环境重点实验室
- 教育部认知与人格重点实验室
- 教育部发光与实时分析重点实验室
- 农业部蚕桑功能基因组与生物技术重点实验室
- 农业部生物技术与作物品质改良重点实验室
- 农业部西南耕地保育重点实验室
- 农业部西南作物遗传改良与育种重点实验室
- 西南民族教育與心理研究中心
- 三峽庫區經濟社會發展研究中心
- 教育科學研究所
- 西南基礎教育研究中心
- 高等教育研究所
- 漢語言文獻研究所
- 中國新詩研究所
- 中國詩學研究中心
- 蠶學與系統生物學研究所
- 盧作孚研究中心

## 附屬單位
- 西南师范大学出版社（國家級百強出版社）
- 西南大学附属中学（國家級重點中學）
- 西南大学附属小学
- 西南大学柑桔研究所（中国农业科学院柑桔研究所）

## 境外合作交流

### 泰國
學校與泰國孔敬大學對口共建孔子學院.

### 日本
与日本合作姐妹院校包括：
- 东北大学
- 爱媛大学
- 九州大学
- 東京大学大学院農学生命科学研究科・農学部

## 杰出校友

### 学术界
- 吳宓，国学大师，比较文学家，著名西洋文学家。1950年起到西南師範學院任教，历任外语系、歷史系、中文系教授，直至1978年逝世。将毕生珍藏图书古籍赠予校图书馆。
- 袁隆平，著名水稻育种专家，杂交水稻之父，中国工程院院士。1953年毕业于西南农学院农学系。
- 侯光炯，土壤学家，中國土壤學的開拓者和奠基人，中国科学院院士。曾任西南农业大学教授、博士导师、名誉校长。
- 吴明珠，瓜类育种专家，中国工程院院士。1953年毕业于西南农学院园艺系。
- 向仲懷，著名蚕学专家，中國工程院院士。1958年畢業于西南農學院蠶桑系，曾任西南农业大学校长，現为西南大學教授。
- 孟安明，发育生物学家，中国科学院院士。1983年毕业于西南农业大学农学系。
- 赵进东，植物生理学及藻类学家，中国科学院院士。1982年毕业于西南师范大学生物系。
- 袁道先，巖溶学家，巖溶環境學的開拓者，中國科學院院士。现为西南大學地理科學學院教授。
- 何文俊，植物病理學家，曾任教于原西南農業大學。
- 胡锦矗，著名大熊猫研究专家，大熊猫生态生物学研究的奠基人。1955年毕业于西南师范学院生物系。
- 蔣同慶，中国近代蠶桑學科的主要奠基者，任教于西南農業大學生物技術學院。
- 張敷榮，新中國教學論學科的主要奠基者，任教于西南師範大學。
- 劉兆吉，美育心理學創始人，任教于西南師範大學。
- 方敬，中國當代詩人和文學翻譯家，畢業于西南師範大學。
- 蘇葆楨，國畫大師，畢業于西南師範大學。
- 葉謙吉，生態農業的奠基者，畢業于西南農業大學。
- 蒋書楠，知名昆蟲學家，畢業于西南農業大學。
- 管相恒，知名水稻遺傳科學家，袁隆平院士老師。
- 陳世儒，知名園藝園林學家。
- 施白南，知名魚類學家。

### 政治界
- 谢立惠，著名电子学家、教育家、社会活动家，中国科普事业先驱，九三学社创建人之一。西南师范学院第一任院长。
- 黄启璪，原全国妇联副主席。1954年毕业于西南师范学院物理系。
- 谢世杰，曾任四川省委书记、省人大常委会主任。1959年毕业于西南农学院土壤肥料专业。
- 黄彦蓉，曾任全国总工会副主席，书记处书记，全国妇联副主席，四川省副省长。1978年在西南农学院农机系学习。

### 其他各界
- 李丹阳，女高音歌唱家。1986毕业于西南师范大学音乐系。
- 张亚雯，羽毛球世界冠军。西南大学体育学院2006级运动训练专业学生。
- 施廷懋, 女子跳水单双人三米板世界冠军，2016年里约奥运会冠军。西南大学体育学院2009级体育训练专业学生。
- 谌利军，2020年东京奥运会举重男子67公斤级金牌,西南大学2014级运动训练专业学生。
- 赵帅，2016年里约奥运会跆拳道男子58公斤级冠军,2020年东京奥运会跆拳道男子68公斤级季军,西南大学体育学博士研究生在读。

## 参看
- 重慶大學列表
- 211工程
- 国家重点学科
- 西南大學歷史
- 國家大學生文化素質教育基地
- 李園森林
- 985工程優勢學科平臺